# 弗里德里希·左尔格
弗里德里希·阿道夫·左尔格（德語：Friedrich Adolph Sorge；1828年11月9日—1906年10月26日），德国共产主义政治领袖，后移居美国，在美国劳工运动中发挥了重要作用。

## 早年
弗里德里希·阿道夫·左尔格于1828 年11月9日出生在德国萨克森州贝绍，是雷夫兰·乔治·左尔格和海德薇·兰格的儿子。他的父亲是一个热爱自由的人，经常为从法国和比利时前往波兰的波兰革命者提供庇护。1848年德国各州革命开始时，他19岁。他在萨克森州参加了武装革命，但很快被波美拉尼亚军队镇压，被迫流亡瑞士。回到德国后他加入了卡尔斯鲁厄的自由军团。他率军在巴登和普法尔茨与普鲁士人两度作战，战败。1849年6月，左尔格再次前往瑞士避难。
左尔格因参与革命在德国被判死刑。1851年，他被瑞士人驱逐到比利时。1852年3月，他被驱逐出比利时，搬到伦敦，在那里他感染了霍乱。康复后，他登上一艘前往纽约的船，于 1852年6月抵达。他成为一名音乐教师，在新泽西州霍博肯定居并组建家庭。1857 年，他与阿尔伯特·康普和亚伯拉罕·雅可比一起组建了纽约共产主义俱乐部，这是一个参与反奴隶制运动的教育协会。

## 社会主义领袖
美国内战结束后，佐尔格于1865年成为一名积极的社会主义者，并很快成为卡尔·马克思观点在美国的主要支持者。1869年12月，他创立了国际工人协会（IWMA，通常称为第一国际）纽约第一分会，有46名会员。1870年12月，他成立了第一国际北美中央委员会。1871年9月，纽约第一分会组织了一次由20000名工人参加的示威，其中包括黑人工人，他们要求每天只工作八小时并支持巴黎公社。
1872年到1874年，左尔格担任第一国际总书记。马克思与米哈伊尔·巴枯宁领导的无政府主义者决裂、海牙代表大会于1872年9月决定将第一国际总委员会转移到纽约之后，他出任这一职务。在他任内，第一国际在美国和欧洲继续衰弱。
1877年，左尔格在纽瓦克领导了一个以马克思主义为导向的团体，成立了社会主义劳工党。《纽约劳工标准报》的编辑约瑟夫·帕特里克·麦克唐纳为左尔格提供了重要帮助。左尔格和麦克唐纳于1878年在新泽西州帕特森组织了一次纺织工人罢工。该党遵循欧洲马克思主义路线，并未获得多少支持，因为大多数工人都希望主流政党支持他们的目标。左尔格于1883年组织了霍博肯国际工会。

## 晚年
左尔格和马克思从1860年代开始定期通信，直到马克思1883年去世。1888年，左尔格退出政界后，弗里德里希·恩格斯在霍博肯拜访了他。1891年至1895年，左尔格为德国马克思主义杂志《新时代》撰写文章，讨论美国社会主义的历史。根据爱德华·阿维林的说法，左尔格“也许是马克思和恩格斯晚年最亲近的人”。塞利格·帕尔曼称他为美国现代社会主义之父。
左尔格在晚年继续做音乐老师。他于1906年10月26日在新泽西州霍博肯去世。他还是苏联间谍理查德的叔爷。